# Ефтин, Павел Степанович
Павел Степанович Ефтин (Евтин) (1855—?) — русский военачальник, генерал-лейтенант.

## Биография
Родился 2 июня 1855 года в Казани в православной семье. Сын майора С. Н. Ефтина, брат генерал-майора И. С. Ефтина.
Образование получил в Сибирской военной гимназии. В службу вступил 6 августа 1873 года. Окончил 3-е военное Александровское и Михайловское артиллерийские училища. Выпущен подпоручиком (ст. 10.08.1876) в 1-ю Туркестанскую артиллерийскую бригаду.
Участник русско-турецкой войны 1877—1878 годов. Поручик (ст. 26.12.1877). Штабс-капитан (ст. 18.12.1880). Капитан (пр. 1888; ст. 29.12.1888; за отличие).
Подполковник (ст. 01.10.1897). Окончил Офицерскую артиллерийскую школу. Полковник (пр. 1905; ст. 27.09.1904; за боевые отличия). Командовал батареей.
Участник русско-японской войны 1904—1905 годов. Командир 2-го дивизиона 26-й артиллерийской бригады (26.07.1905-19.05.1912).
Генерал-майор (пр. 1912; ст. 19.05.1912; за отличие). Командир 41-й артиллерийской бригады (с 19.05.1912). Участник Первой мировой войны. C 31.01.1915 по 01.12.1915 находился в том же чине и должности. И.д. инспектора артиллерии 45-го армейского корпуса (с 12.05.1916).
Генерал-лейтенант (пр. 28.08.1916). После Октябрьской революции, с 1918 года, служил в РККА (по мобилизации). Военрук одного из военных округов.
На 1924 год проживал в Казани. Работал в Наркомземе специалистом по коневодству. Был арестован органами ОГПУ 16 июня 1924 года по обвинению «бывший генерал, контр-революционная агитация», но был оправдан особым совещанием коллегии ОГПУ ТАССР 19 декабря 1924 года.
Дальнейшая судьба неизвестна.

## Награды
- Награждён орденом Св. Георгия 4-й степени (4 июля 1915) и Золотым оружием (12 февраля 1906).
- Также награждён орденами Св. Анны 2-й степени (1903); Св. Владимира 4-й степени с мечами и бантом (1905); Св. Владимира 3-й степени (1908); Св. Станислава 1-й степени (1913); мечи к ордену Св. Станислава 1-й степени (1915); мечи к ордену Св. Владимира 3-й степени (1915); Св. Анны 1-й степени с мечами (1915).

## Память
- В ГА России имеются материалы, посвященные П. С. Евтину.[3]